# Метод рухомого скупчення
Метод рухомого скупчення — в астрометрії один з методів визначення відстані до зоряного скупчення. У першій половині XX століття даний метод був застосований до кількох найближчих до Сонця скупчень. Тепер для визначення відстані до скупчень застосовуються більш точні методи.

## Теоретичне обґрунтування
Метод рухомого скупчення заснований на спостереженні власного руху і доплерівського зміщення кожного об'єкта в скупченні. На небі вони рухатимуться до однієї точки, що є проявом ефекту перспективи.
Відстань d до зорі в скупченні визначається за формулою
{\displaystyle d=\mathrm {tan} (\theta ){\frac {\mathrm {v_{r}} }{\mathrm {u} }},}
де u являє свій рух зорі, v r — променеву швидкість, θ — кут між напрямком на зорю і напрямком на точку збіжності векторів швидкостей зір. Значення, отримані за різними зорями, далі можна усереднити.

## Застосування
Метод застосовувався для визначення відстаней лише для невелької кількості скупчень. Для того, щоб цей метод можна було застосувати, необхідно, щоб скупчення розташовувалося близько до Сонця, на відстані не більше кількох сотень парсеків. Також воно має бути досить тісним і добре виділятися серед зір фону. Метод досить трудомісткий у порівнянні з методом тригонометричних паралаксів, але дає менш точний результат у порівнянні з сучасними високоточними вимірами, проведеними, наприклад, супутником Гіппаркос.
Серед скупчень, відстань яких визначалося даним методом, можна назвати Гіади і Плеяди.
Цей метод був такоєж застосований для визначення відстані між коричневим карликом 2M1207 та екзопланетою 2M1207b.